# Temporada 1974-1975 del RCD Espanyol
Dades de la Temporada 1974-1975 del RCD Espanyol.

## Fets Destacats
- L'agost de 1974 es disputa la primera edició del torneig d'estiu del club, el Trofeu Ciutat de Barcelona
- 12 d'agost de 1974: Torneig Ciutat de Barcelona: Espanyol 3 - Honved Budapest 1[5]
- 13 d'agost de 1974: Torneig Ciutat de Barcelona: Espanyol 1 - Slovan Bratislava 4[6]
- 17 d'agost de 1974: Trofeu Fires de Ciudad Real: CA Peñarol 1 - Espanyol 0[7]
- 6 d'octubre de 1974: Lliga: Elx CF 2 - Espanyol 4[8]
- 27 d'octubre de 1974: Lliga: Reial Madrid 5 - Espanyol 0[9]
- 24 de novembre de 1974: Lliga: Espanyol 5 - FC Barcelona 2[10]
- 27 d'abril de 1975: Lliga: Espanyol 5 - València CF 3[11]

## Resultats i Classificació
- Lliga d'Espanya: Onzena posició amb 33 punts (34 partits, 14 victòries, 5 empats, 15 derrotes, 38 gols a favor i 47 en contra).
- Copa d'Espanya: Eliminà el Cadis CF a la ronda prèvia, però fou eliminat per la UD Las Palmas a setzens de final.

## Plantilla
| P   | Jugador                   | Lliga | Lliga | Copa d'Espanya | Copa d'Espanya |
| P   | Jugador                   | PJ    | G     | PJ             | G              |
| --- | ------------------------- | ----- | ----- | -------------- | -------------- |
| POR | Joan Josep Bertomeu       | 16    | -21   | -              | -              |
| POR | José Luis Borja           | 9     | -13   | -              | -              |
| POR | Antoni Blanch             | 9     | -13   | 4              | -4             |
| DEF | Miguel Ángel Ochoa        | 34    | -     | 4              | -              |
| DEF | José Antonio Ramos        | 34    | -     | 4              | -              |
| DEF | Luis César Ortiz Aquino   | 31    | 2     | -              | -              |
| DEF | Pedro de Felipe           | 23    | -     | -              | -              |
| DEF | José Fernando Ferrer      | 12    | -     | 4              | -              |
| DEF | Rafael Granero            | 2     | -     | -              | -              |
| DEF | Albert Cayuela            | -     | -     | -              | -              |
| MIG | Fernando Molinos          | 33    | -     | 4              | -              |
| MIG | Daniel Solsona            | 31    | 11    | 3              | 3              |
| MIG | Francisco Marfil          | 9     | -     | 3              | -              |
| MIG | José Luis Romero          | 7     | -     | 3              | -              |
| MIG | Jesús Glaría              | 3     | -     | 3              | -              |
| MIG | Manuel Polinario Poli     | -     | -     | -              | -              |
| DAV | Manolín Cuesta            | 34    | 10    | 4              | -              |
| DAV | José María García Lavilla | 31    | 2     | 3              | -              |
| DAV | Juan María Amiano         | 30    | 4     | 3              | -              |
| DAV | Rafael Marañón            | 29    | 6     | 3              | 1              |
| DAV | Sanny Aslund              | 11    | 2     | -              | -              |
| DAV | Enrique Gonzalo           | 4     | -     | 2              | -              |
| DAV | Ernesto Suárez            | -     | -     | -              | -              |
| DAV | Juan María                | -     | -     | -              | -              |
| DAV | José Mora                 | -     | -     | -              | -              |
| DAV | Roberto Cino              | -     | -     | -              | -              |